# San Marino na Mistrzostwach Świata w Lekkoatletyce 2023
San Marino na Mistrzostwach Świata w Lekkoatletyce 2023 – reprezentacja San Marino podczas mistrzostw świata w Budapeszcie liczyła jednego zawodnika.

## Skład reprezentacji

### Mężczyźni
| Zawodnik              | Konkurencja                | Eliminacje | Eliminacje | Półfinał | Półfinał | Finał | Finał   | Źródło |
| Zawodnik              | Konkurencja                | Wynik      | Pozycja    | Wynik    | Pozycja  | Wynik | Pozycja | Źródło |
| --------------------- | -------------------------- | ---------- | ---------- | -------- | -------- | ----- | ------- | ------ |
| Andrea Ercolani Volta | bieg na 400 m przez płotki | 52,69      | 41.        | NQ       | NQ       | NQ    | NQ      | [ 1 ]  |